# Дубовський (Аліковський район)
Дубо́вський (рос. Дубовский, чув. Дубовски) — селище у Чувашії Російської Федерації, у складі Аліковського сільського поселення Аліковського району.
Населення — 55 осіб (2010; 74 в 2002, 173 в 1979).
Національний склад (на 2002 рік):
- чуваші — 95 %

## Історія
Засновано 1951 року при будівництві пенькозаводу на землях радгоспу «Аліковський» та колгоспу «Волга». Офіційно затверджено 24 травня 1978 року. До 1962 року перебував у складі спочатку Аліковського, у період 1962-1965 років — у складі Вурнарського, після чого знову переданий до складу Аліковського району.